# Guillem Vives
Guillem Vives Torrent (Barcellona, 16 giugno 1993) è un cestista spagnolo.

## Carriera
Con la Spagna ha disputato due edizioni dei Campionati europei (2015, 2017).

## Palmarès
- Campionato spagnolo: 1

Valencia: 2016-17
- Supercoppa spagnola: 1

Valencia: 2017
- Eurocup: 1

Valencia: 2018-19